# Октай Уркал
Октай Уркал (нім. Oktay Urkal; нар. 15 січня 1970, Берлін) — німецький професійний боксер турецького походження, чемпіон Європи за версією EBU в першій напівсередній та напівсередній вазі, призер Олімпійських ігор, чемпіонатів світу та Європи серед аматорів.

## Аматорська кар'єра
Октай Уркал народився в сім'ї вихідців з Туреччині. З 10 років почав займатися боксом. Після отримання німецького громадянства почав залучатися до виступів за збірну Німеччини.
На чемпіонаті світу 1993 після перемог над Імоном Мегі (Ірландія), Паскуалем Боннано (Італія) та Сергієм Биковським (Білорусь) в півфіналі Уркал програв Ектору Вінент (Куба) — 7-12 і отримав бронзову нагороду.
На чемпіонаті Європи 1993 Уркал переміг Марко Немінена (Фінляндія), Сергія Биковського, у півфіналі — Леонарда Дорофтей (Румунія) — 12-1, а в фіналі програв Нурхану Сулейман-огли (Туреччина) — 2-5 і отримав срібну медаль.
1994 року на Кубку світу в Бангкокі Уркал став переможцем, здобувши п'ять перемог над суперниками, в тому числі в чвертьфіналі над Ектором Вінент — 16-15, в півфіналі над Болатом Ніязимбетовим (Казахстан) — DQ 3 і в фіналі над Абделлахом Бенбаром (Марокко) — 14-5.
На чемпіонаті світу 1995 Уркал знов завоював бронзову медаль, програвши в півфіналі Нурхану Сулейман-огли — 3-10.
1996 року Уркал став чемпіоном Європи, здобувши перемоги над Томасом Дамгаардом (Данія), Яцеком Бельським (Польща), в півфіналі над Сергієм Биковським і в фіналі над Нурханом Сулейман-огли — 6-4.
На Олімпійських іграх 1996 Октай Уркал став срібним призером.
- В 1/16 фіналу переміг Рейнальдо Галідо (Філіппіни) — 19-2
- В 1/8 фіналу переміг Девіда Діаса (США) — 14-6
- В чвертьфіналі переміг Нордіна Муши (Франція) — 19-8
- В півфіналі переміг Фетхі Міссауї (Туніс) — 20-6
- В фіналі знов програв Ектору Вінент (Куба) — 13-20

## Професіональна кар'єра
Після Олімпіади 1996 Уркал перейшов у професійний бокс. Виступаючи переважно в Німеччині протягом 1996—1999 років провів 24 переможних боя.
19 лютого 2000 року відбувся бій між Октаєм Уркалом і Михайлом Криволаповим (Росія) за вакантний титул чемпіона Європи за версією EBU в першій напівсередній вазі, перемогу в якому і титул одностайним рішенням суддів здобув Уркал.
Здобувши ще три перемоги, 23 червня 2001 року в Анкасвілі, Коннектикут Октай Уркал вийшов на бій проти чемпіона світу за версіями WBC і WBA Super представника Австралії Кості Цзю. Видовищний поєдинок завершився перемогою Цзю за очками.
Повернувшись в Німеччину, 28 вересня 2002 року Уркал знов завоював вакантний титул чемпіона Європи за версією EBU. Провівши 2003 року три захисти титулу чемпіона Європи, 17 квітня 2004 року Октай Уркал вийшов на бій проти чемпіона світу за версією WBA Вівіана Гарріса (Гаяна) і зазнав поразки розділеним рішенням суддів. 23 жовтня 2004 року відбувся реванш, в якому Гарріс переміг технічним нокаутом, після чого Уркал планував завершити виступи, та потім все ж вирішив ще боксувати.
14 травня 2005 року Уркал переміг чемпіона Європи за версією EBU в напівсередній вазі німця Фредеріка Клозе і втретє став чемпіоном Європи. Провівши один переможний захист титулу, Уркал добровільно відмовився від нього, не бажаючи проводити захисти.
3 березня 2007 року в Пуерто-Рико Уркал здійснив останню спробу завоювати звання чемпіона світу, вийшовши на бій проти місцевого чемпіона світу за версією WBA в напівсередній вазі Мігеля Котто. Поєдинок завершився технічним нокаутом Уркала в одинадцятому раунді, коли тренер Уркала викинув білий рушник.